# Obereopsis nigricollis
Obereopsis nigricollis är en skalbaggsart som beskrevs av Aurivillius 1914. Obereopsis nigricollis ingår i släktet Obereopsis och familjen långhorningar. Inga underarter finns listade i Catalogue of Life.